# Foxes
Foxes, pseudonimo di Louisa Rose Allen (Southampton, 29 aprile 1989), è una cantante britannica.
È nota principalmente per Clarity, il suo duetto con Zedd, che ha raggiunto la posizione numero otto sulla Billboard Hot 100 e la numero uno nella Dance Club Songs e ha vinto il Grammy Award alla miglior registrazione dance.

## Biografia

### Primi anni,Warrior(2011-2013)
Sul suo sito web Allen ha spiegato che il suo nome d'arte Foxes, le è stato ispirato da un sogno descrittole dalle madre, in cui alcune volpi correvano per una strada ululando. Ha intitolato la sua prima canzone Like Foxes Do. A 18 anni segue la sorella e il fratello a Londra in un college di musica. Nel 2011 inizia a fare concerti con il suo nome d'arte.
Nel gennaio 2012 Foxes pubblica Youth, il suo singolo di debutto, su Neon Gold Records, e il mese successivo firma un contratto con la A Sing of the Times di proprietà della Sony Music. Questo brano, insieme alla b-side Home, è stato impiegato nella serie televisiva statunitense Gossip Girl. Nel luglio 2012 segue l'EP Warrior, prodotto da Samuel Dixon, noto anche come Sam Kennedy, che Foxes promuove con un tour negli Stati Uniti. La rivista Paste afferma che Warrior è come «un EP magnificamente etereo che garantisce ogni tipo di confronto, ma riesce ugualmente a camminare con le proprie gambe», mentre PopMatters lo descrive «un potente, insieme a tutto tondo» e Consequence presenta la cantante «come se Florence Welch e Katy Perry avessero avuto una bella bambina bruna amorevole». Nel 2012 Foxes si esibisce come artista d'apertura di Marina & the Diamonds durante il Lonely Hearts Club Tour e pubblica il secondo singolo Echo. Youth ha catturato l'attenzione del produttore Zedd che invita Foxes per la realizzazione di Clarity, pubblicato come singolo nel 2012 e divenuto un grande successo nel corso del 2013: infatti raggiunge l'ottava posizione della Billboard Hot 100 e la prima della Hot Dance Club Songs. Il brano è stato certificato doppio disco di platino in Australia, disco di platino negli Stati Uniti d'America e d'argento nel Regno Unito, dove ha raggiunto la posizione 27 dell'Official Singles Chart. Alla 56ª edizione dei Grammy Awards Zedd e Foxes hanno vinto il premio per il miglior disco dance.

### 2014:Glorious
Glorious, l'album di debutto di Foxes, è stato pubblicato nel maggio 2014 in seguito all'uscita del singolo Holding onto Heaven. Il disco ha debuttato alla quinta posizione della Official Albums Chart.
Il quarto singolo, l'omonimo Glorious, esce in agosto 2014 e viene utilizzato nella una campagna pubblicitaria di ITV per promuovere la stagione autunnale della rete dei programmi. Pharrell Williams chiama Foxes per fare un tour con lui nei mesi di settembre e ottobre 201, cantando in tutta Europa. Lo stesso Pharrell offre a Foxes di cantare come supporto dopo aver sentito la cover del suo singolo Happy per Radio 1 di Live Lounge. Foxes poi accusa i produttori del concorso di canto televisivo X Factor di aver copiato il suo arrangiamento di Happy per la performance della concorrente Lauren Platt. Nel mese di ottobre Foxes esegue una cover di Don't Stop Me Now dei Queen nella serie del telefilm di fantascienza Doctor Who.

### 2015-2017:All I Need
A Novembre 2014 viene annunciata la partecipazione di Foxes all'album Déjà vu di Giorgio Moroder, uscito nel Giugno 2015. Nel mese successivo la cantante Foxes fa un tour in tutto il Regno Unito. Nello stesso mese in un'intervista Foxes afferma che ha iniziato il lavoro il suo secondo album. Il 5 febbraio 2016 viene pubblicato All I Need. Il primo singolo estratto dall'album è Body Talk, il cui video ufficiale esce il 23 giugno. A seguire è stato il secondo singolo Feet Don't Fail Me Now, in collaborazione con H&M e il cui video esce il 23 luglio 2015. Better Love è stato il terzo singolo, caratterizzato dalla partecipazione vocale di Dan Smith dei Bastille e accompagnato il 17 ottobre dal video. Come quarto singolo è stato estratto If You Leave Me Now, uscito il 27 novembre; tra dicembre e gennaio sono pubblicati ulteriori singoli: Amazing (insieme al video), Devil Side e Wicked Love. Il 29 aprile 2016, in concomitanza con il compleanno della cantante, è stato diffuso il video di Cruel.
Durante gli anni di pausa (2017-2019) sul canale Vevo di Foxes vennero pubblicati gli audio ufficiali di Lose My Cool e Scar per via dell'utilizzo delle canzoni in alcuni film/serie TV.

### 2020:Friends in the Corner EP
Il 20 maggio 2020 Foxes è ritornata in scena dopo cinque anni di "pausa forzata" (per via della scadenza del contratto non rinnovato con la Sony Music) pubblicando il singolo Love Not Loving You e il relativo video musicale sotto la nuova casa discografica PIAS . Il 29 luglio dello stesso anno è stata la volta del secondo singolo Woman. Successivamente viene pubblicato il terzo singolo Friends in the Corner, insieme al relativo videoclip. Il 4 Dicembre 2020 Foxes pubblica il quarto singolo Hollywood, seguito a marzo 2021 da Kathleen. Il 1º aprile 2021 pubblica l'EP Friends in the Corner EP, che include tutti i singoli pubblicati in precedenza e i due inediti Dance e Courage.

### 2021-2022:The Kick
Il 15 settembre 2021 è stato pubblicato Sister Ray, il primo singolo estratto dal suo terzo album in studio; nel corso dell'anno sono stati resi disponibili anche Dance Magic (13 ottobre) e Sky Love (3 novembre). L'album, intitolato The Kick, è uscito l'11 febbraio 2022 ed è stato promosso anche dai singoli Absolute e Body Suit, oltre al video di Growing on Me uscito in contemporanea all'album.
L'edizione fisica dell'album, uscita il 25 febbraio, contiene un CD aggiuntivo comprensivo del secondo EP Friends in the Corner EP.

## Discografia

### Album in studio
- 2014 – Glorious
- 2016 – All I Need
- 2022 – The Kick

### EP
- 2013 – Warrior
- 2021 – Friends in the Corner EP

### Singoli
Come artista principale
- 2012 – Youth
- 2012 – Echo
- 2013 – Holding onto Heaven
- 2014 – Let Go for Tonight
- 2014 – Glorious
- 2015 – Body Talk
- 2015 – Feet Don't Fail Me Now
- 2015 – Better Love
- 2015 – If You Leave Me Now
- 2015 – Amazing
- 2015 – Devil Side
- 2016 – Wicked Love
- 2020 – Love Not Loving You
- 2020 – Woman
- 2020 – Friends in the Corner
- 2020 – Hollywood
- 2021 – Kathleen
- 2021 – Sister Ray
- 2021 – Dance Magic
- 2021 – Sky Love
- 2022 – Absolute
- 2022 – Body Suit

Come artista ospite
- 2013 – Clarity (Zedd feat. Foxes)
- 2013 – Right Here (Rudimental feat. Foxes)

## Riconoscimenti
Grammy Award
- 2014 – Miglior registrazione dance per Clarity (con Zedd)